# Виборчий округ 102
Виборчий округ 102 — виборчий округ в Кіровоградській області. В сучасному вигляді був утворений 28 квітня 2012 постановою ЦВК №82 (до цього моменту існувала інша система виборчих округів). Окружна виборча комісія цього округу розташовується в приміщенні виконавчого комітету Знам'янської міської ради за адресою м. Знам'янка, вул. Грушевського, 19.
До складу округу входять міста Знам'янка і Світловодськ, а також Знам'янський, Новгородківський, Олександрівський, Онуфріївський і Світловодський райони. Виборчий округ 102 межує з округом 198 на північному заході, з округом 195 на півночі, з округом 150 на північному сході, з округом 149 і округом 34 на сході, з округом 103 на південному сході і на півдні, з округом 100 на південному заході та з округом 101 на заході. Виборчий округ №102 складається з виборчих дільниць під номерами 350214-350215, 350217-350236, 350239-350241, 350243-350248, 350364-350385, 350501-350509, 350511-350525, 350527-350541, 350543-350546, 350595-350614, 350649-350652, 350655-350668, 350718-350740, 350785-350805 та 350807-350813.

## Народні депутати від округу
| Ім'я                       | Фото | Партія          | Скликання | Дата набуття повноважень | Дата припинення повноважень |
| -------------------------- | ---- | --------------- | --------- | ------------------------ | --------------------------- |
| Єдін Олександр Йосипович   |      | Партія регіонів | 7-ме      | 12 грудня 2012           | 27 листопада 2014           |
| Довгий Олесь Станіславович |      | самовисуванець  | 8-ме      | 27 листопада 2014        | 29 серпня 2019              |
| Довгий Олесь Станіславович |      | самовисуванець  | 9-те      | 29 серпня 2019           | 19 червня 2025              |

## Результати виборів

### Парламентські

#### 2019
Кандидати-мажоритарники:
- Довгий Олесь Станіславович (самовисування)
- Петрощук Артем Васильович (Слуга народу)
- Молодченко Дмитро Миколайович (Опозиційна платформа — За життя)
- Курудз Богдан Михайлович (самовисування)
- Чорний Олег Олександрович (самовисування)
- Лібега Сергій Миколайович (Батьківщина)
- Лаврусь Андрій Миколайович (самовисування)
- Плугіна Олена Олександрівна (самовисування)
- Похілов Володимир Олексійович (Європейська Солідарність)
- Дейнеко Павло Олександрович (Свобода)
- Павленко Ігор Павлович (Радикальна партія)
- Вєтров Олег Миколайович (Аграрна партія України)
- Зінченко Сергій Володимирович (самовисування)
- Волохов Олексій Сергійович (самовисування)
- Холявка Роман Анатолійович (Опозиційний блок)
- Тетяниченко Віталій Анатолійович (самовисування)
- Назаренко Георгій Станіславович (самовисування)

#### 2014
Кандидати-мажоритарники:
- Довгий Олесь Станіславович (самовисування)
- Бойко Віктор Олексійович (1961 р.н.) (самовисування)
- Лаврусь Андрій Миколайович (самовисування)
- Бондар Вадим Юрійович (Блок Петра Порошенка)
- Степура Руслан Станіславович (самовисування)
- Долгий Олег Володимирович (самовисування)
- Луганов Олексій Валерійович (Батьківщина)
- Лібега Сергій Миколайович (Народний фронт)
- Тетяниченко Віталій Анатолійович (Радикальна партія)
- Тесленко Андрій Вікторович (Опозиційний блок)
- Мамалат Дмитро Вікторович (Заступ)
- Бут Наталія Миколаївна (самовисування)
- Беляй Олександр Іванович (самовисування)
- Самородченко Сергій Миколайович (Блок лівих сил України)
- Стрижак Микола Іванович (самовисування)
- Бойко Віктор Олексійович (1959 р.н.) (самовисування)
- Хачатрян Тігран Самвелович (Сильна Україна)
- Бойко Віктор Олександрович (1982 р.н.) (самовисування)
- Кучер Олександр Іванович (самовисування)
- Бойко Віктор Олександрович (1949 р.н.) (самовисування)
- Прилуцький Олександр Семенович (самовисування)
- Рудницький Олег Вячеславович (Воля)
- Ковтун Олександр Семенович (самовисування)
- Угніченко Анатолій Вікторович (самовисування)

#### 2012
Кандидати-мажоритарники:
- Єдін Олександр Йосипович (Партія регіонів)
- Василюк Сергій Юрійович (Свобода)
- Мороз Олександр Олександрович (УДАР)
- Рустамян Ігор Манукович (Комуністична партія України)
- Беляй Олександр Іванович (самовисування)
- Величко Ігор Валентинович (Наша Україна)
- Прилуцький Олександр Семенович (Соціалістична партія України)
- Крюков Віктор Васильович (самовисування)
- Пантелішин Геннадій Олександрович (Україна — Вперед!)
- Боденчук Олександр Сергійович (Народно-демократична партія)
- Золотарьов Євгеній Григорович (самовисування)

## Явка
Явка виборців на окрузі: